# Quai de Gesvres
Der Quai de Gesvres ist eine Straße am rechten Ufer der Seine im 4. Arrondissement von Paris.

## Lage
Die Straße führt als Einbahnstraße vom Place du Châlet zum Place de l’Hôtel de ville. Sie verbindet damit die Brücken Pont au Change, Pont Notre Dame und Pont d’Arcole.

## Namensursprung
Der Name erinnert daran, dass die Straße auf einem Gelände errichtet wurde, das Louis XIII. an Réné Portier de Tresmes, Marquis und ab 1648 Duc de Tresmes, übereignet hatte. Sein Sohn änderte den Namen de Tresmes in Gesvres (auch Gêvres), nach der Seignerie, die die Familie erworben hatte.

## Geschichte
Der ursprüngliche Quai de Gesvres wurden zwischen der Rue Saint-Martin und dem Place du Châtelet gemäß Patentbriefen vom Februar 1642 und vom 30. August 1642 zwischen der Pont Notre-Dame und der Pont au Change gebaut. Der Abriss der Häuser im Jahr 1786, die ihn von der Rue de Gesvres trennten, ermöglichte eine Erweiterung.
Der Kai wurde auf einer von Überschwemmung bedrohten Gewölbegalerie errichtet, um das Seinebett nicht zu verengen. Wenn die Seine nicht überschwemmt war, war diese Galerie tagsüber Spaziergängern willkommen. Nachts wurde er jedoch von Banditen frequentiert, weshalb er den Namen „Canal des Cagnards“ erhielt; 1727 wurde beschlossen, die Galerie nachts durch Gitter zu schließen. Im Jahr 1830 wurde außerdem eine mit Öl betriebene Straßenbeleuchtung eingerichtet. Der „Canal des Cagnards“ wurde 1853 im Zuge des Wiederaufbaus der Pont Notre-Dame umgestaltet und zwischen 1860 und 1861 fast vollständig verfüllt. Der Tunnel der Métrolinie 7 verläuft durch die alte Galerie, deren Überreste beim Bau in den 1920er Jahren gefunden wurden.

## Sehenswürdigkeiten
- Nr. 16: Rückseite vom Théâtre de la Ville - Sarah Bernhardt
- Nr. 6: Assistance publique – Hôpitaux de Paris
- Nr. 12: Büro der Polizeipräfektur